# Kommune
 For alternative betydninger, se Kommune (flertydig). (Se også artikler, som begynder med Kommune)
Kommune (fra fransk: commune og latin: communis, 'fælles', af kon- og munus 'hverv') er i mange lande den mindste politiske og organisatoriske enhed. Kommunen udøver et nærmere bestemt selvstyre over visse anliggender, som er fælles for kommunens borgere.
Historisk har det været meget skiftende, hvilke områder der har været henlagt til kommunernes forvaltning og hvilke, der er blevet varetaget af andre dele af den offentlige forvaltning.

## Danmark
I slutningen af middelalderen havde kommunerne mange opgaver, men under enevælden blev kommunernes opgaver indskrænket. Ved indførelsen af grundloven i 1849 blev kommunernes selvstændighed til at fastlægge sine opgaver lovfæstet, dog underlagt statens tilsyn, jf. Grundloven § 82. Det blev begyndelsen på det decentrale system, vi kender i dag.
I nutidens velfærdssamfund spiller kommunerne en hovedrolle. Hovedopgaverne er folkeskoler, børnepasning, ældrepleje, sundhed, socialforsorg, folkeregister, arbejdsmarked, miljø og teknik, redningsberedskab, museer, biblioteker og mange steder også forsyning af el, vand og varme. Finansieringen af kommunerne sker dels ved tilskud fra staten – det såkaldte bloktilskud – og særlige kommunale indkomst- og ejendomsskatter samt eventuelle indtægter fra kommunale virksomheder, f.eks. forsyningsvirksomheder.
Kommunens øverste ledelse er kommunalbestyrelsen (i København dog Borgerrepræsentationen), som vælges for fire år ad gangen. Valgperioden begynder d. 1. januar, selv om valget finder sted den tredje tirsdag i november året før. Lederen af kommunalbestyrelsen kaldes borgmester, og er i de fleste kommuner den eneste fuldtidsbeskæftigede politiker. Kommunalbestyrelsen består af et ulige antal medlemmer. Den kommunale administration ledes af en kommunaldirektør. Dermed er kommunaldirektøren den øverste embedsmand i kommunen.
På trods af det grundlovssikrede kommunale selvstyre i § 82; så er kommunerne underlagt et vist tilsyn, som varetages af Ankestyrelsen, jf. lov om kommunernes styrelse § 47.
Fra d. 1. april 1970 blev inddelingen i dels sognekommuner (landkommuner, som lå i et af de 24 amter og var under tilsyn af deres amt), dels købstadskommuner (bykommuner, som ikke var en del af et amt, men var under tilsyn af Indenrigsministeriet) i Danmark ændret til fordel for 277 kommuner (til tider benævnt primærkommune), som alle lå i en amtskommune og var under tilsyn af denne amtskommune. Antallet af kommuner blev reduceret, da Sengeløse kommune blev en del af Høje-Taastrup Kommune og Dragør Kommune blev skabt ved sammenlægning af Store Magleby Sogn og Dragør Sogn, så der var 275 kommuner fra 1. april 1974 til 1. januar 2003. Den 1. januar 2003 blev Bornholms Amt og 5 kommuner lagt sammen, så antallet af kommuner blev nedsat til 271. Betegnelsen for dette område er Bornholms Regionskommune. 1. januar 2006 fusionerede Ærøskøbing og Marstal og dannede Ærø Kommune, og antallet af kommuner nåede således 270.
Den 1. januar 2007 blev antallet af kommuner reduceret fra 270 til 98 som følge af Strukturreformen. De nye kommuner fik samtidig tilført flere opgaver og mere personale fra amterne og staten, bl.a. miljø- og trafikområdet (på nær hovedlandevejene, som hører under Vejdirektoratet), samt praktiske opgaver som fx pasfornyelse. Dermed bortfaldt den hidtidige praksis med at både primærkommuner og amtskommuner behandlede f.eks. kommuneoverskridende miljøsager og trafiksager. Yderligere bortfaldt amtskommunernes opgaver med at fungere som kontrolorgan for kommunernes behandling, særligt hvis der var uenighed mellem primærkommunerne. Ligeledes bortfaldt den kontrolfunktion som amtskommunernes havde udført vedrørende pleje- og psykiatriområdet i primærkommunerne.

## Frankrig
En fransk kommune er en juridisk person, og den råder over et budget, som baseres på overførsler fra den franske stat
og lokale indtægter i form af skatter. Kommunen har ansvaret for administrationen af den lokale infrastruktur, men
derudover er borgmesteren i sin egenskab af statens repræsentant pålagt en række pligter vedrørende registrering af
fødsler, vielser, skilsmisser, dødsfald m.m. Borgmesteren råder ligeledes over den lokale
politimyndighed.
Kommunen er den mindste, administrative enhed i Frankrig. Den består af et klart defineret areal, der i store træk
svarer til en mindre by eller en større landsby med de nærliggende landsbyer og bebyggelser. Kommunen er en del af et departement, hvor også cantoner og arrondissementer er underenheder.
Pr. 1. januar 2009 var der 36.680 kommuner i Frankrig – heraf 112 i de oversøiske territorier.

## Færøerne
På Færøerne er der 29 kommuner pr. 1. januar 2017. Hver kommune har en valgt kommunalbestyrelse (eller byråd).

## Skotland
Kommuner i Skotland hedder council areas og er administrative enheder som har overtaget efter de tidligere counties.
Kommunernes opgaver omfatter bl.a. skoler, brandvæsen, sociale problemer og kultur.
Hver kommune ledes af et byråd (council), som vælges hvert fjerde år ved forholdstalsvalg.
En stor del af kommunernes indtægter består af overførsler fra den britiske stat, men en del kommer fra kommunalskatten (council tax), som opkræves pr. bolig, ikke pr. person

## Sverige
I Sverige har man 290 kommuner, som ofte er store af areal og almindeligvis omfatter både by- og landområder. Hovedbyen i en kommune kaldes centralort på svensk.
Kommunernes opgaver er for størstedelens vedkommende bestemt af kommunalloven og finansieres af kommuneskat, afgifter og statsbidrag.
Hver kommune har en folkevalgt kommunalbestyrelse, der træffer beslutninger om kommunale spørgsmål. Desuden vælges en kommunestyrelse, der leder kommunens arbejde. Kommunale beslutninger kan ankes gennem laglighetsprövning (lovlighedsretssag) eller förvaltningsbesvär (forvaltningsklage).

## Norge
I Norge er der 356 kommuner, pr. 1. januar 2020.